# Bahnstrecke Weinheim–Fürth
| |                                              |                                               |                                               |
| Streckennummer: | 4104                                         |                                               |                                               |
| Kursbuchstrecke (DB): | 654                                          |                                               |                                               |
| Kursbuchstrecke: | 316b (1946)                                  |                                               |                                               |
| Streckenlänge: | 16,521 km                                    |                                               |                                               |
| Spurweite: | 1435 mm (Normalspur)                         |                                               |                                               |
| Streckenklasse: | Weinheim – Birkenau: D4 Birkenau – Fürth: CE |                                               |                                               |
| Maximale Neigung: | <30 ‰                                        |                                               |                                               |
| Streckengeschwindigkeit: | 60 km/h                                      |                                               |                                               |
| |                                              |                                               |                                               |
| \| \| \| von Heidelberg \| \| \| \| \| von Worms \| \| \| \| 0,000 \| Weinheim (Bergstr) Hbf \| Weinheim (Bergstr) Hbf \| \| \| \| nach Frankfurt am Main \| \| \| \| \| Alte Weschnitz \| \| \| \| \| Neue Weschnitz \| \| \| \| 1,545 \| Tunnel Weinheim Tal 1 (132 m) \| Tunnel Weinheim Tal 1 (132 m) \| \| \| 1,700 \| Weinheim Tal \| Weinheim Tal \| \| \| 1,800 \| Weschnitz und Birkenauer Talstraße (104,11 m) \| Weschnitz und Birkenauer Talstraße (104,11 m) \| \| \| 1,900 \| Anschluss Hildebrand'sche Mühle/Steinbruch \| Anschluss Hildebrand'sche Mühle/Steinbruch \| \| \| 2,000 \| Weschnitz und Birkenauer Talstraße (52,2 m) \| Weschnitz und Birkenauer Talstraße (52,2 m) \| \| \| 2,126 \| Tunnel Weinheim Tal 2 (137 m) \| Tunnel Weinheim Tal 2 (137 m) \| \| \| 2,433 \| Tunnel Weinheim Tal 3 (85 m) \| Tunnel Weinheim Tal 3 (85 m) \| \| \| 2,900 \| Landesgrenze Baden-Württemberg / Hessen \| Landesgrenze Baden-Württemberg / Hessen \| \| \| 3,400 \| B 38 \| B 38 \| \| \| \| Weschnitz \| \| \| \| \| Kallstädter Bach \| \| \| \| 4,344 \| Birkenau \| Birkenau \| \| \| \| Hornbach \| \| \| \| 6,548 \| Reisen (Hess) \| Reisen (Hess) \| \| \| \| Mumbach \| \| \| \| 8,500 \| B 38 \| B 38 \| \| \| 9,021 \| Mörlenbach (ehem. Keilbahnhof) \| Mörlenbach (ehem. Keilbahnhof) \| \| \| \| nach Wahlen (Odenw) \| \| \| \| \| Mörlenbach \| \| \| \| 9,200 \| L3120 \| L3120 \| \| \| 11,268 \| Zotzenbach \| Zotzenbach \| \| \| \| Zotzenbach \| \| \| \| \| Weschnitz \| \| \| \| \| Wiesentalbach \| \| \| \| 12,800 \| Rimbach Schulzentrum [1] \| Rimbach Schulzentrum [1] \| \| \| 13,420 \| Rimbach \| Rimbach \| \| \| 14,200 \| B 38 \| B 38 \| \| \| \| Linnebach \| \| \| \| 14,891 \| Lörzenbach-Fahrenbach \| Lörzenbach-Fahrenbach \| \| \| \| Weschnitz \| \| \| \| 16,521 \| Fürth (Odenw) (ehem. Bf) \| Fürth (Odenw) (ehem. Bf) \| \| \| \| \| \| \| Quellen: [2][3] \| \| \| \| |                                              |                                               |                                               |
| Strecke |                                              | von Heidelberg                                | von Heidelberg                                |
| Abzweig geradeaus und von links |                                              | von Worms                                     | von Worms                                     |
| Bahnhof | 0,000                                        | Weinheim (Bergstr) Hbf                        | Weinheim (Bergstr) Hbf                        |
| Abzweig geradeaus und nach links |                                              | nach Frankfurt am Main                        | nach Frankfurt am Main                        |
| Brücke über Wasserlauf |                                              | Alte Weschnitz                                | Alte Weschnitz                                |
| Brücke über Wasserlauf |                                              | Neue Weschnitz                                | Neue Weschnitz                                |
| Tunnel | 1,545                                        | Tunnel Weinheim Tal 1 (132 m)                 | Tunnel Weinheim Tal 1 (132 m)                 |
| ehemaliger Haltepunkt / Haltestelle | 1,700                                        | Weinheim Tal                                  | Weinheim Tal                                  |
| Brücke über Wasserlauf | 1,800                                        | Weschnitz und Birkenauer Talstraße (104,11 m) | Weschnitz und Birkenauer Talstraße (104,11 m) |
| Abzweig geradeaus und ehemals nach rechts | 1,900                                        | Anschluss Hildebrand'sche Mühle/Steinbruch    | Anschluss Hildebrand'sche Mühle/Steinbruch    |
| Brücke über Wasserlauf | 2,000                                        | Weschnitz und Birkenauer Talstraße (52,2 m)   | Weschnitz und Birkenauer Talstraße (52,2 m)   |
| Tunnel | 2,126                                        | Tunnel Weinheim Tal 2 (137 m)                 | Tunnel Weinheim Tal 2 (137 m)                 |
| Tunnel | 2,433                                        | Tunnel Weinheim Tal 3 (85 m)                  | Tunnel Weinheim Tal 3 (85 m)                  |
| Grenze | 2,900                                        | Landesgrenze Baden-Württemberg / Hessen       | Landesgrenze Baden-Württemberg / Hessen       |
| Bahnübergang | 3,400                                        | B 38                                          | B 38                                          |
| Brücke über Wasserlauf |                                              | Weschnitz                                     | Weschnitz                                     |
| Brücke über Wasserlauf |                                              | Kallstädter Bach                              | Kallstädter Bach                              |
| Bahnhof | 4,344                                        | Birkenau                                      | Birkenau                                      |
| Brücke über Wasserlauf |                                              | Hornbach                                      | Hornbach                                      |
| Haltepunkt / Haltestelle | 6,548                                        | Reisen (Hess)                                 | Reisen (Hess)                                 |
| Brücke über Wasserlauf |                                              | Mumbach                                       | Mumbach                                       |
| Bahnübergang | 8,500                                        | B 38                                          | B 38                                          |
| Haltepunkt / Haltestelle | 9,021                                        | Mörlenbach (ehem. Keilbahnhof)                | Mörlenbach (ehem. Keilbahnhof)                |
| Abzweig geradeaus und ehemals nach rechts |                                              | nach Wahlen (Odenw)                           | nach Wahlen (Odenw)                           |
| Brücke über Wasserlauf |                                              | Mörlenbach                                    | Mörlenbach                                    |
| Bahnübergang | 9,200                                        | L3120                                         | L3120                                         |
| Haltepunkt / Haltestelle | 11,268                                       | Zotzenbach                                    | Zotzenbach                                    |
| Brücke über Wasserlauf |                                              | Zotzenbach                                    | Zotzenbach                                    |
| Brücke über Wasserlauf |                                              | Weschnitz                                     | Weschnitz                                     |
| Brücke über Wasserlauf |                                              | Wiesentalbach                                 | Wiesentalbach                                 |
| ehemaliger Haltepunkt / Haltestelle | 12,800                                       | Rimbach Schulzentrum                          | Rimbach Schulzentrum                          |
| Bahnhof | 13,420                                       | Rimbach                                       | Rimbach                                       |
| Bahnübergang | 14,200                                       | B 38                                          | B 38                                          |
| Brücke über Wasserlauf |                                              | Linnebach                                     | Linnebach                                     |
| Haltepunkt / Haltestelle | 14,891                                       | Lörzenbach-Fahrenbach                         | Lörzenbach-Fahrenbach                         |
| Brücke über Wasserlauf |                                              | Weschnitz                                     | Weschnitz                                     |
| Haltepunkt / Haltestelle Streckenende | 16,521                                       | Fürth (Odenw) (ehem. Bf)                      | Fürth (Odenw) (ehem. Bf)                      |
| |                                              |                                               |                                               |
| Quellen: |                                              |                                               |                                               |

Die Bahnstrecke Weinheim–Fürth, auch Weschnitztalbahn, ist eine Nebenbahn in Baden-Württemberg und Hessen. Sie zweigt in Weinheim an der Bergstraße von der Bahnstrecke Frankfurt am Main–Heidelberg (Main-Neckar-Bahn) ab und führt im Tal der Weschnitz nach Fürth im Odenwald.

## Geschichte

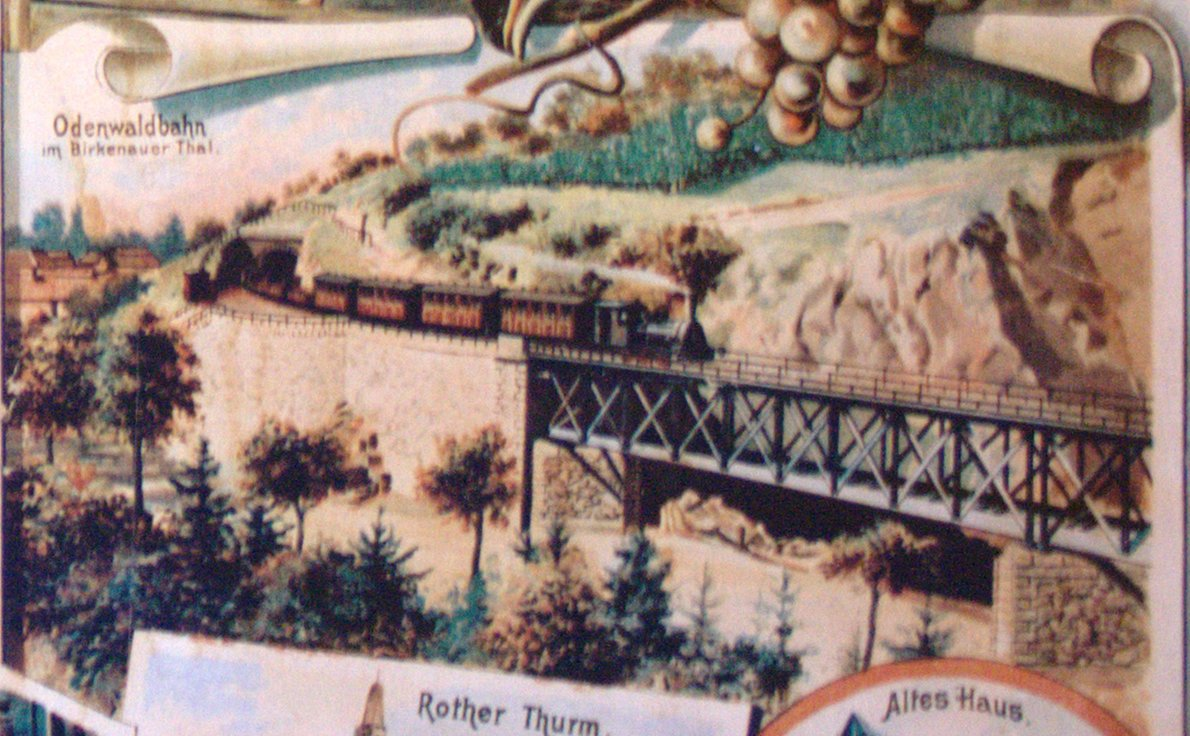
Der Haltepunkt Weinheim Tal um 1900

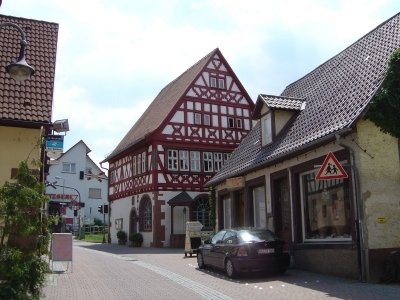
Rathaus von Birkenau, links im Hintergrund der Bahnübergang der Weschnitztalbahn

Nach der Eröffnung der Bahnstrecke Frankfurt am Main–Heidelberg 1846 entlang der Bergstraße entwickelte sich die Notwendigkeit, auch den vorderen Odenwald an das Eisenbahnnetz anzuschließen. In den Jahren nach 1860 wurden unterschiedliche Streckenverläufe ins Gespräch gebracht. Ziel war unter anderem, eine Strecke von Worms über Bensheim oder Heppenheim in den Odenwald zu führen. 1869 wurde dann Bensheim durch die Nibelungenbahn über Bürstadt und Lorsch an die Riedbahn nach Worms angeschlossen.
Parallel entstanden Pläne für eine Nord-Süd-Bahn durch den Odenwald, die bis 1882 als Odenwaldbahn verwirklicht wurden.
Wegen des schwierigen Berggeländes am Rande des Odenwaldes wurde die angestrebte West-Ost-Verbindung in den Odenwald hinein nach langen Diskussionen durch das relativ flache Weschnitztal von Weinheim aus geführt.

### Bau
Gebaut wurde die Bahnstrecke von den Großherzoglich Hessischen Staatseisenbahnen. Die Vermessungsarbeiten begannen 1890, die Bauarbeiten 1893. Zwischen Weinheim und Birkenau mussten in einem recht engen Talabschnitt drei Tunnel und zwei größere Brücken gebaut werden. 
Da für die hessische Staatsbahn ein eigenständiger Betrieb der Strecke unwirtschaftlich erschien, schloss sie im Juni 1895 ein Abkommen mit der Main-Neckar-Eisenbahn-Gesellschaft. Die Main-Neckar-Eisenbahn-Gesellschaft war damals eine Kondominalbahn mit eigener Verwaltung. Das Abkommen sah vor, dass die Staatsbahn für den Betrieb das Personal, Lokomotiven und Personenwagen stellte, die Main-Neckar-Eisenbahn-Gesellschaft dagegen die geschäftliche und technische Verwaltung sowie die Unterhaltung der Eisenbahninfrastruktur und Fahrzeuge übernahm. Dafür erhielt die Main-Neckar-Eisenbahn-Gesellschaft 5 % der Einnahmen, mindestens aber 6000 Mark im Jahr.
Am 1. Juli 1895 wurde der Betrieb zwischen Weinheim und Fürth aufgenommen und zwar zunächst von der kondominal betriebenen Main-Neckar-Eisenbahn-Gesellschaft, an deren Stammstrecke die Weschnitztalbahn anschloss. Die ursprünglich angedachte Weiterführung über Erbach bis nach Wertheim zur Verknüpfung der drei Nord-Süd-Strecken Main-Neckar-Bahn, Odenwaldbahn und der Bahnstrecke Miltenberg West–Wertheim wurde aber aufgegeben.

### Vernetzung
- Auch im östlicher gelegenen Überwald herrschte reges Interesse am Anschluss von Wald-Michelbach und Wahlen an das Eisenbahnnetz. 1897 begannen die Bauarbeiten an der Überwaldbahn, die 1901 in Betrieb ging. Sie wurde 1994 stillgelegt.
- Da eine Trassenführung von Worms über Heppenheim in den Odenwald nicht gebaut wurde, aber dennoch ein direkter Anschluss des Odenwaldes nach Worms gewünscht war, wurde die Verbindungsbahn Weinheim–Viernheim–Lampertheim–Worms gebaut und 1905 eröffnet.
- Eine ab 1902 intensiv diskutierte Verlängerung sollte von Fürth im Odenwald nach Reichelsheim führen und den Anschluss an die von dort nach Reinheim führende Gersprenztalbahn herstellen. Dieser Lückenschluss von nur etwa 9 km kam aber nicht zu Stande, weil eine tragfähige Finanzierung nicht gefunden werden konnte.[7]

### Weitere Entwicklung
Nach der Übernahme der in Preußen und Hessen gelegenen Teile der Main-Neckar-Eisenbahn-Gesellschaft durch die Preußisch-Hessische Eisenbahngemeinschaft 1902 gehörte die Strecke zum Bezirk der Eisenbahn-, später Reichsbahndirektion Mainz. Am 10. Februar 1914 wurden „mit Eintritt der Dunkelheit“ auf der Strecke neue „Doppellichtvorsignale“ in Betrieb genommen, die dem heute noch gebräuchlichen Modell des Formsignals entsprachen. Am 25. Februar 1916 ging an der Strecke eine neue Bezirkstelegraphenleitung (Nr. 62) in Betrieb.
Zum 1. August 1944 wurde der Bahnhof Rimbach zu einem Haltepunkt zurückgestuft.
In den 1980er Jahren ging der Güterverkehr auf der Strecke massiv zurück. Viele Anschlüsse wurden stillgelegt und der Haltepunkt Weinheim Tal aufgelassen.
1994 wurde die Weschnitztalbahn komplett saniert und umgebaut. Seitdem gibt es nur noch die Unterwegs-Bahnhöfe Birkenau und Rimbach, die Bahnhöfe Mörlenbach und Fürth (Odenw) wurden zu Haltepunkten umgebaut. Die Verbindung zur Überwaldbahn wurde gekappt und der Güterverkehr eingestellt. Sämtliche Bahnhofsgebäude werden seitdem nicht mehr für den Bahnbetrieb benutzt. Die Strecke wurde nun im Zugleitbetrieb vom Stellwerk „Wf“ in Weinheim gesteuert.

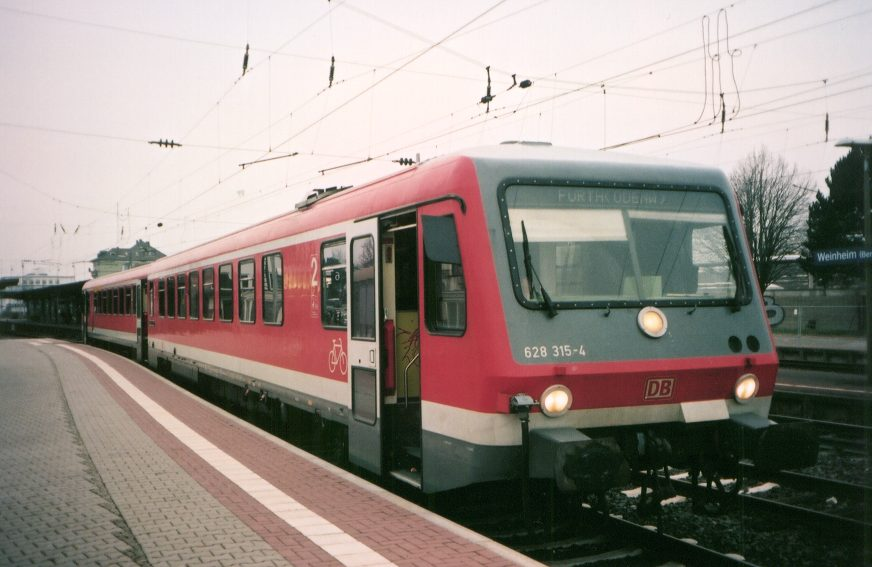
Auf der Weschnitztalbahn verkehrten bis 2015 Dieseltriebwagen der DB-Baureihe 628. Dieser Zug befindet sich gerade auf Gleis 5 im Bahnhof Weinheim (2005).

Bis in die 1970er Jahre waren die Dampfloks (z. B. Baureihen 65, 74 und 94) für diese Strecke in Weinheim stationiert. Zusätzlich kamen auch Loks der Baureihe 50 aus Mannheim vor Güterzügen zum Einsatz. Später fuhren Diesellokomotiven (Baureihen V36 und V100) auf der Strecke, im Personenverkehr vor allem Dieseltriebwagen (Baureihen 795, 798 und 628).

## Betrieb

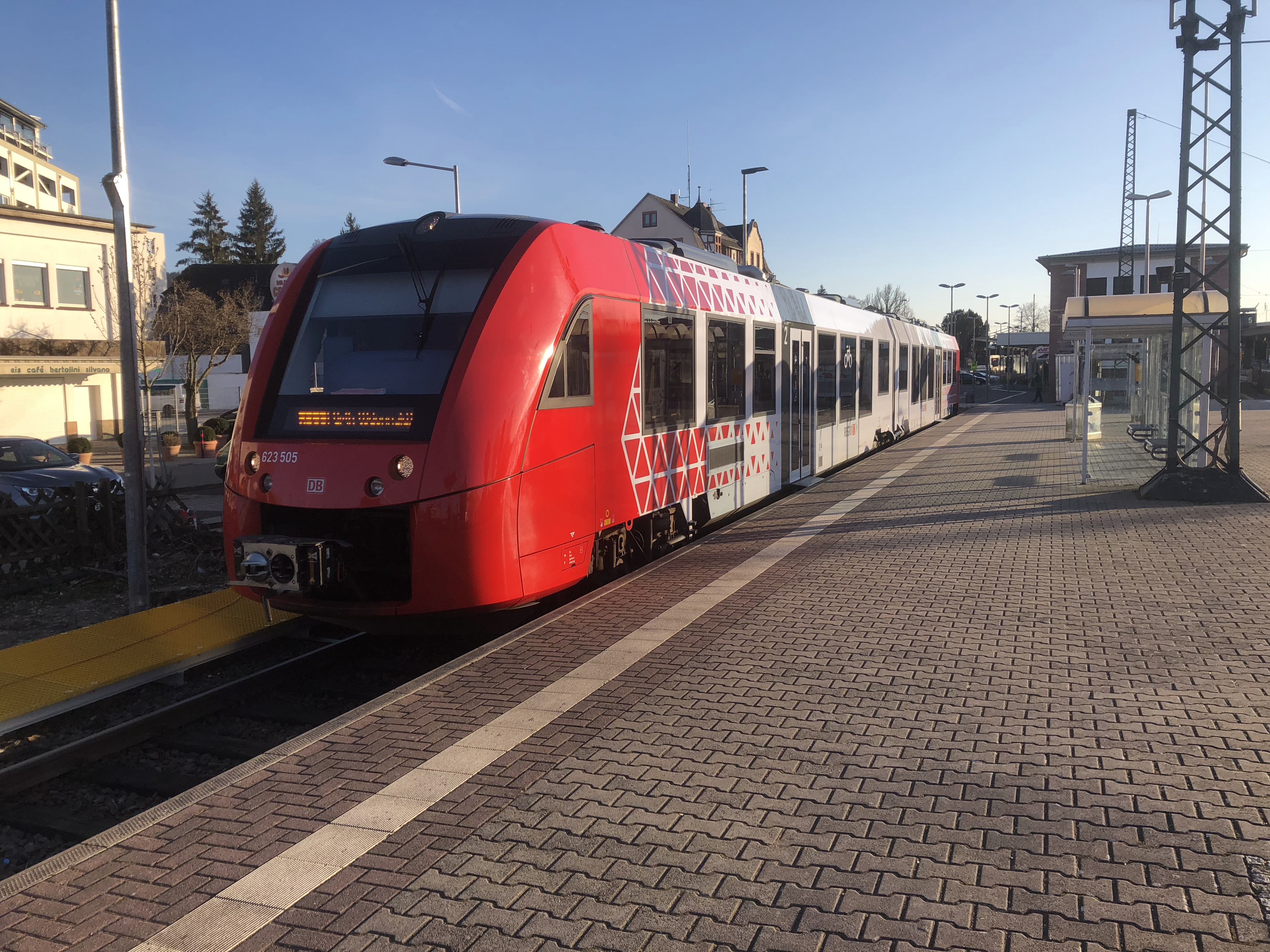
Ein Dieseltriebwagen der Baureihe 623 im Weinheimer Hauptbahnhof

Die Strecke wird heute von der DB Netz AG im signalisierten Zugleitbetrieb nach Ril 437 (SZB) betrieben. Der Zugleiter sitzt seit dem 17. Dezember 2010 im ESTW Weinheim.
Genutzt wird die Strecke ausschließlich von der Regionalbahnlinie RB 69 Weinheim – Fürth, die von DB Regio Mitte betrieben wird. Die Züge fahren halbstündlich, an Wochenenden oder in den Nebenverkehrszeiten stündlich, in beide Richtungen. Die Fahrzeit zwischen Fürth und Weinheim beträgt exakt 30 Minuten, in der Gegenrichtung vier Minuten weniger. Die Begegnungen finden bei Stundentakt zur üblichen Symmetrieminute kurz vor der vollen Stunde in Birkenau statt, bei Halbstundentakt dort auch kurz vor der halben Stunde und zusätzlich, eine Viertelstunde Fahrzeit entfernt, in Rimbach. Einzelne Züge sind von Mannheim Hbf oder bis Worms Hbf durchgebunden.
Die Strecke liegt komplett im Verkehrsverbund Rhein-Neckar (VRN) und zum Rhein-Main-Verkehrsverbund (RMV) besteht ein Übergangstarif.
Seit Dezember 2015 verkehren auf der Strecke Coradia-LINT-Triebzüge (DB-Baureihen 622 und 623, zum Teil in Doppeltraktion), welche die seit 1993 verkehrenden 628er-Triebzüge ablösten. Diese werden im Bahnbetriebswerk Ludwigshafen gewartet.

## Zukunft
In Rimbach ist der Neubau eines Haltepunktes Rimbach Schulzentrum geplant. Der Haltepunkt soll am 16. August 2025 in Betrieb gehen. Für dessen Bau verkehrt die Bahn vom 7. Juli bis zum 28. Juli überhaupt nicht.